# Réserve naturelle régionale du site de Saint-Cyr
La réserve naturelle régionale du site de Saint-Cyr (RNR336) est une réserve naturelle régionale située en Nouvelle-Aquitaine. Classée en 2022, elle occupe une surface de 39,2 hectares et protège un ensemble de plans d'eau aux abords du Clain qui constituent une halte migratoire pour les oiseaux entre la Loire et le littoral atlantique.

## Localisation

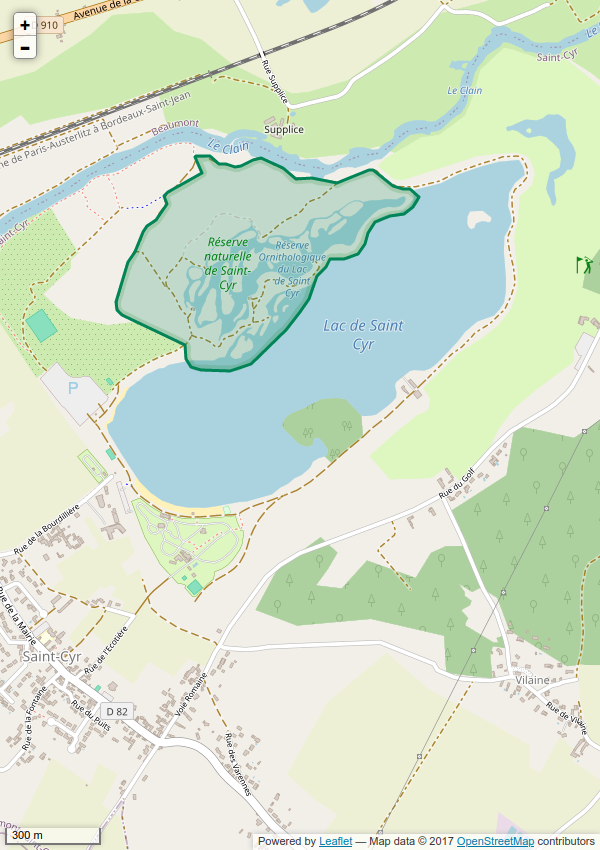
Périmètre de la réserve naturelle.

Le territoire de la réserve naturelle est dans le département de la Vienne, sur la commune de Beaumont Saint-Cyr. Il occupe un ancien site d'extraction de granulats en bordure du Clain dont les matériaux ont servi entre autres à la construction du Futuroscope.

## Écologie (biodiversité, intérêt écopaysager…)
Située dans une zone d'expansion des crues du Clain, le site compte 14 habitats naturels dont 3 d'intérêt communautaire. On y trouve des mares, des îlots, des roselières et des boisements alluviaux.

### Flore
Les inventaires indiquent 293 espèces végétales dont 7 présentent un intérêt patrimonial régional : Fritillaire pintade, Grande et Petite naïade, etc.

## Intérêt touristique et pédagogique
La réserve se trouve au cœur de la base de loisir du lac de Saint-Cyr qui enregistre une fréquentation d'environ 25 000 visiteurs par an. L'accès à la réserve naturelle est libre.

## Administration, plan de gestion, règlement

### Outils et statut juridique
La réserve naturelle a été créée par une délibération du Conseil régional du 20 juin 2022.

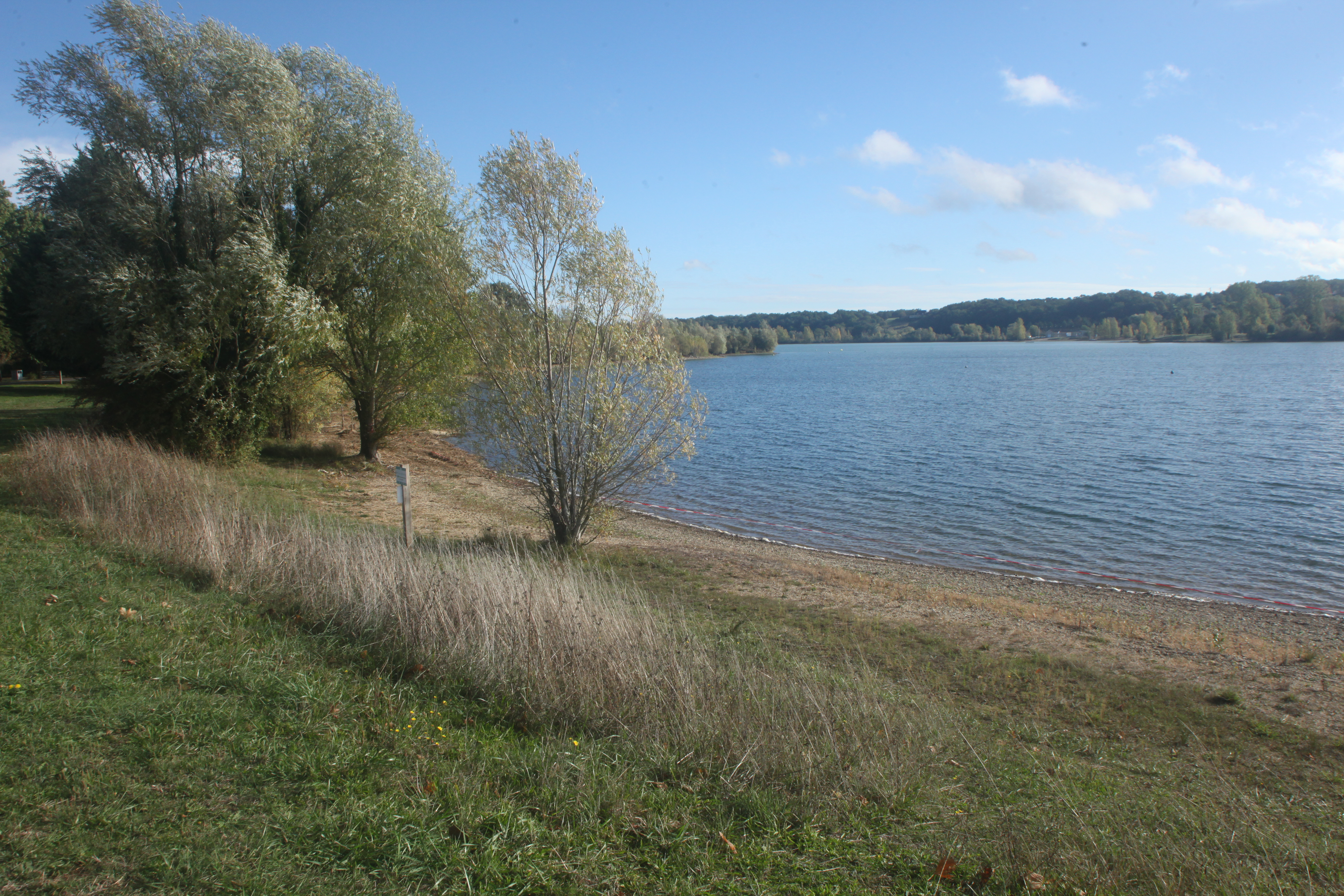
Le plan d'eau du Parc de loisirs de Saint-Cyr.
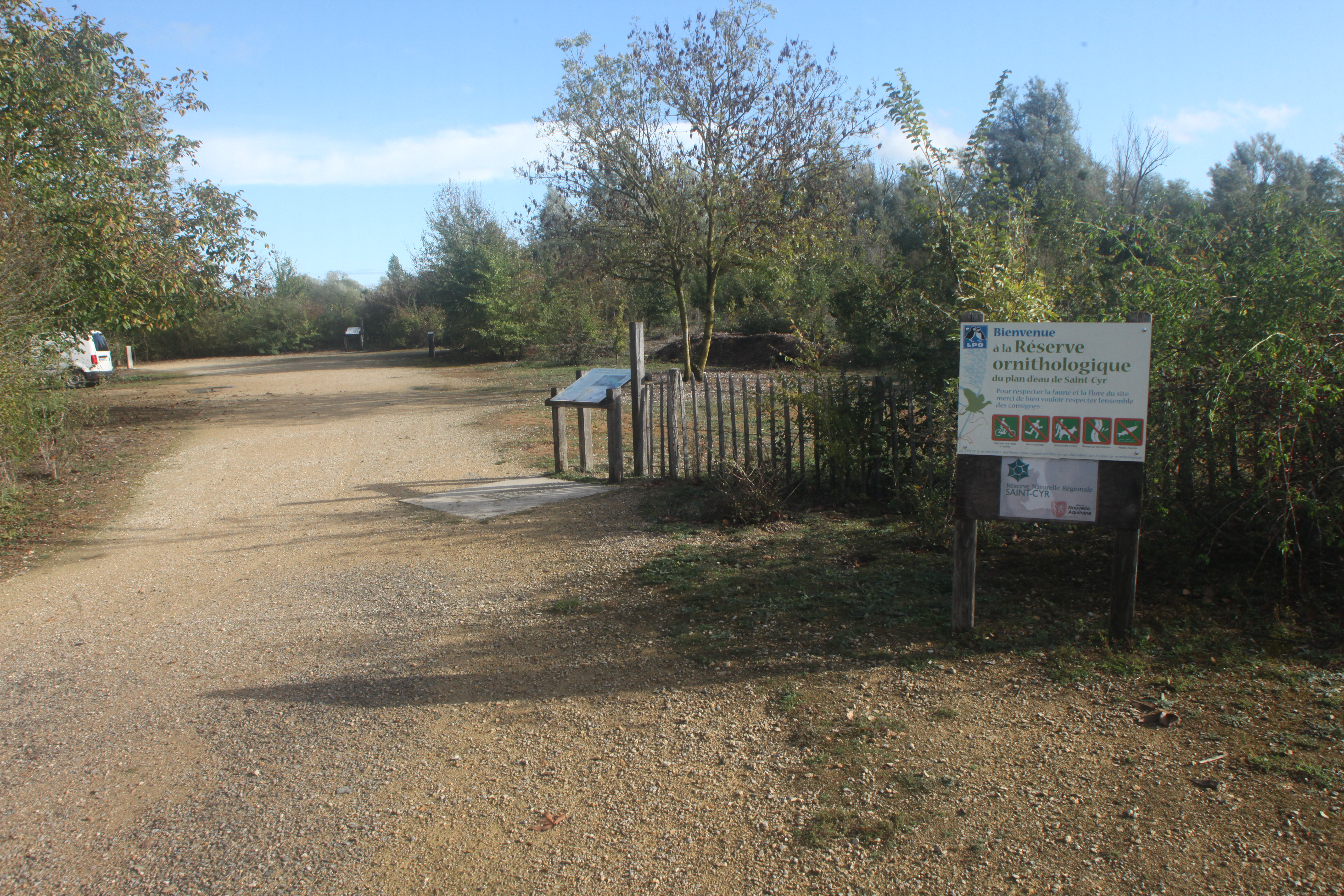
Entrée dans la réserve ornithologique.
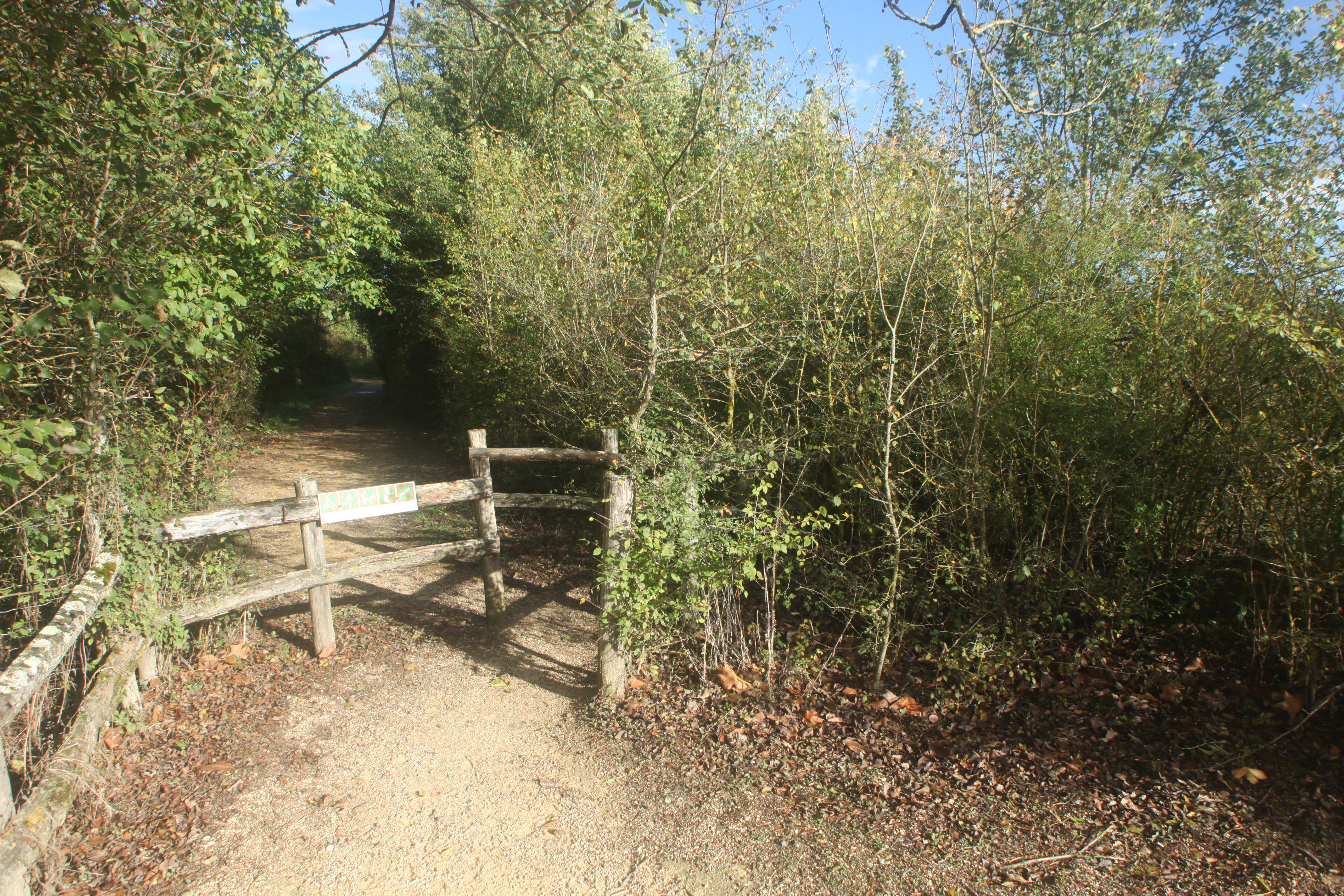
Sentier de découverte.
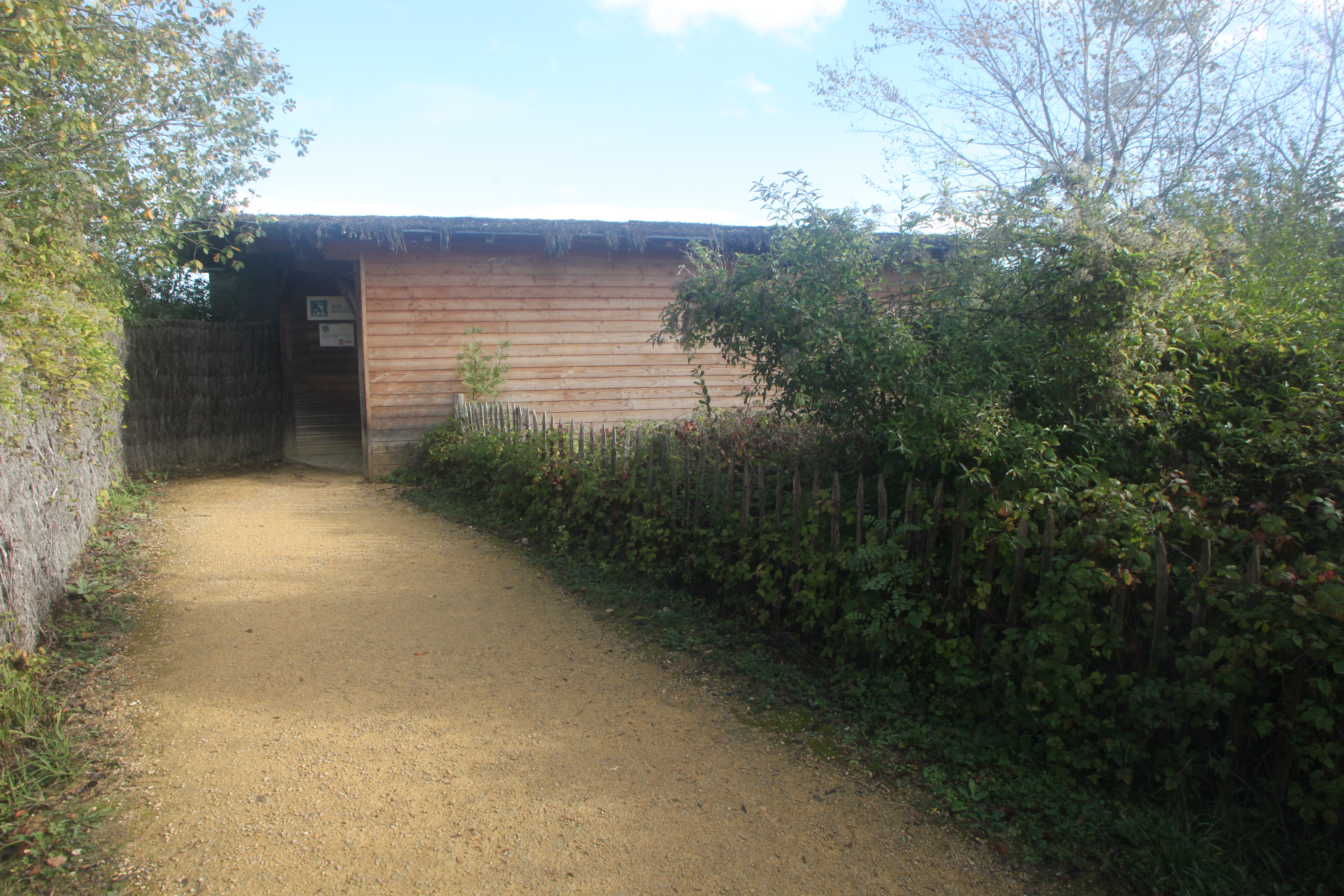
Observatoire ornithologique.
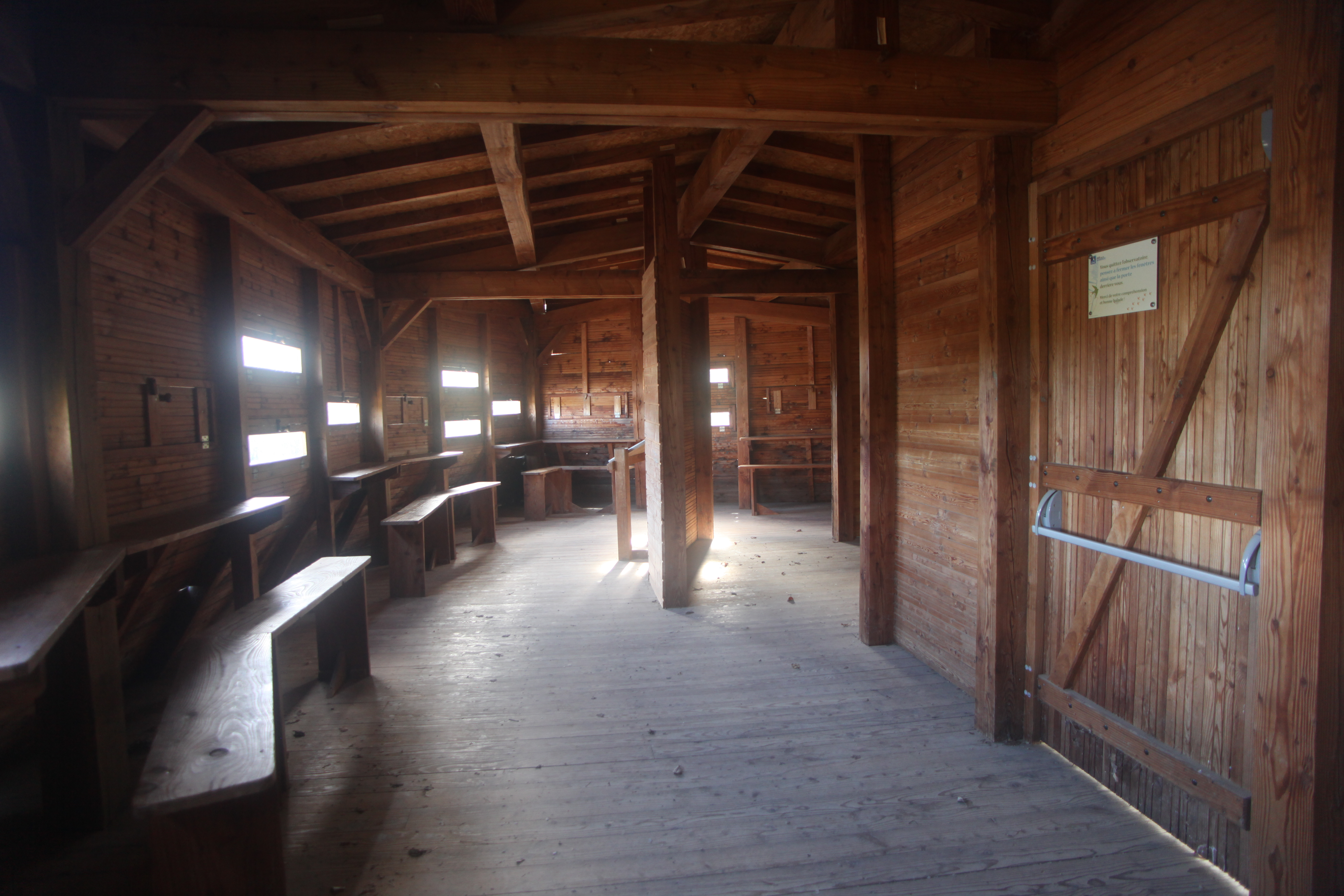
Intérieur de l'observatoire.
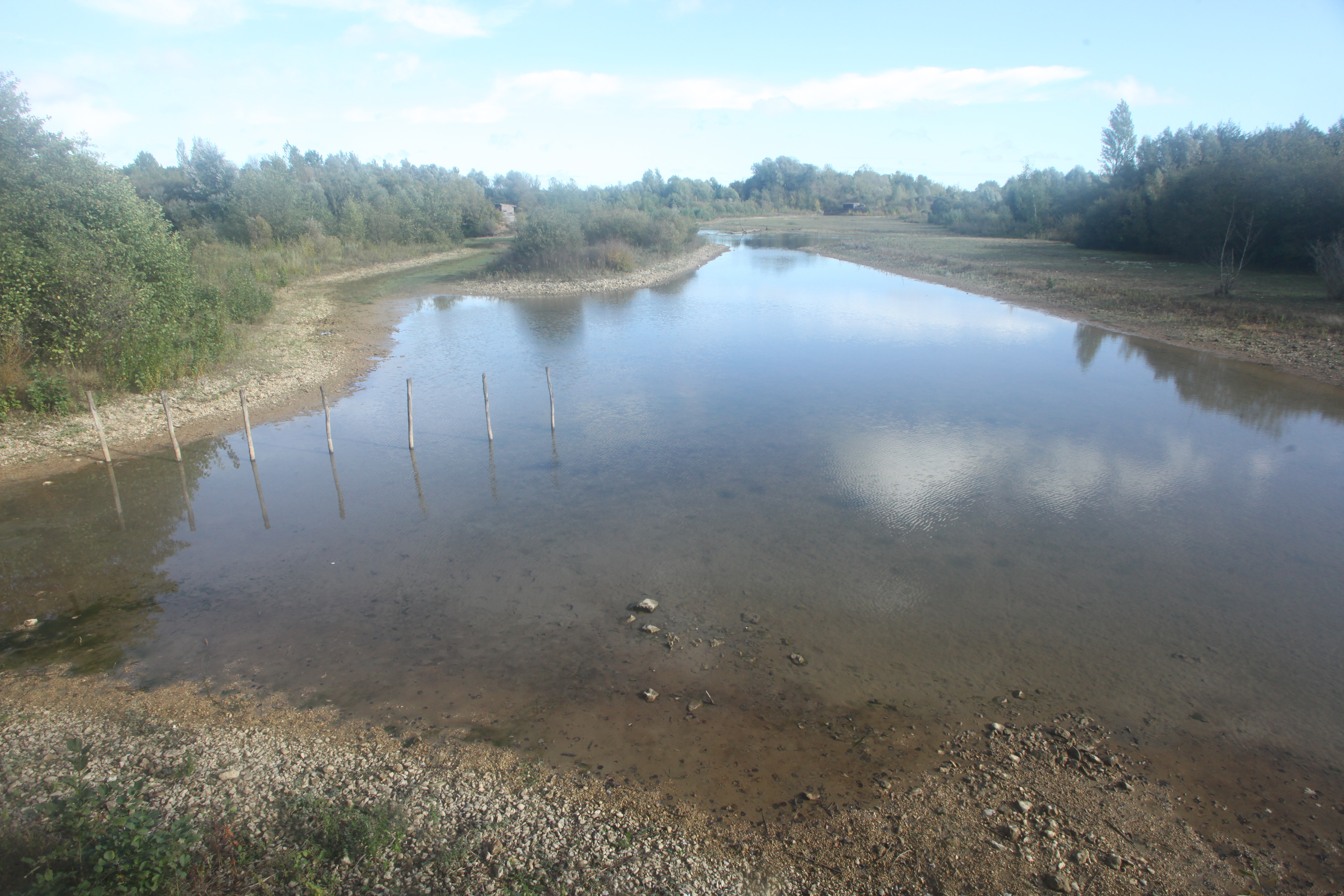
Vue de l'observatoire.